# Hugo III. von Lusignan
Hugo III. von Lusignan († 1012), genannt „der Weiße“ (lateinisch Albus), war der dritte Herr von Lusignan und wahrscheinlich Sohn von Hugo dem Gütigen. 
Er bestätigte die Schenkung der Kirche von Mezeaux an das Kloster Saint-Cyprien durch einen seiner Vasallen und gewährte dem Kloster die Nutzungsrechte an den Wäldern und der Straße zwischen Lusignan und Poitiers. Vermutlich stand er dem gräflichen Gericht von Poitou nahe, immerhin belegte Herzogin Emma von Blois, Gattin von Wilhelm IV. von Aquitanien, das Kloster von Saint-Maixent mit einer Steuer, deren Einkünfte Hugo erhielt.
967 heiratete er Arsendis. Ihr gemeinsamer Sohn Hugo IV. von Lusignan, genannt „der Braune“ wurde sein Nachfolger.